# Titularerzbistum Pompeiopolis in Paphlagonia
Pompeiopolis in Paphlagonia (ital.: Pompeopoli di Paflagonia) ist ein Titularerzbistum der römisch-katholischen Kirche. 
Es geht zurück auf ein früheres Erzbistum der antiken Stadt Pompeiopolis in der kleinasiatischen Landschaft Paphlagonien an der westlichen türkischen Schwarzmeerküste.
| Titularerzbischöfe von Pompeiopolis in Paphlagonia |                                 | |                                 |                                   |
| Nr.                                                | Name                            | Amt | von                             | bis                               |
| 1                                                  | Pietro Strobino                 | Apostolischer Koadjutorvikar von Kap der Guten Hoffnung, Eastern District, Apostolischer Vikar von Kap der Guten Hoffnung, Eastern District (Kapkolonie) | 19. Juni 1891 30. November 1893 | 30. November 1893 1. Oktober 1896 |
| 2                                                  | Francesco d'Albore              | emeritierter Bischof von Monopoli (Italien) | 12. August 1901                 |                                   |
| 3                                                  | Heladio Posidio Perlaza Ramírez | emeritierter Bischof von Cali (Kolumbien) | 28. September 1926              | 10. September 1937                |
| 4                                                  | Andrea Taccone                  | emeritierter Bischof von Ruvo und Bitonto (Italien) | 30. April 1949                  | 18. Mai 1956                      |
| 5                                                  | Jean Delay                      | emeritierter Erzbischof von Marseille (Frankreich) | 11. September 1956              | 6. Dezember 1966                  |